# Sumba (eiland)

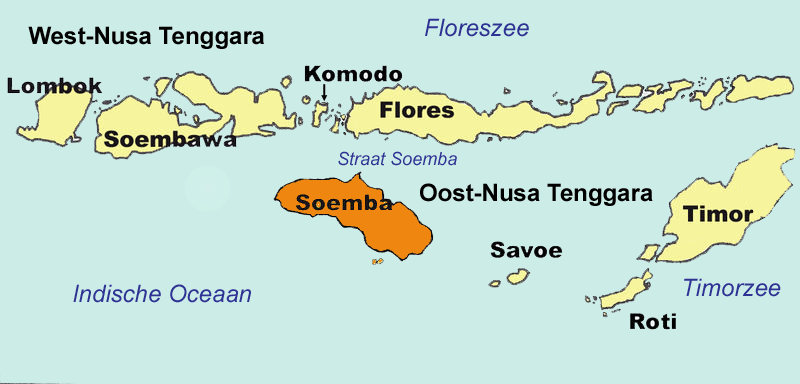
Sumba maakt deel uit van de Kleine Soenda-eilanden

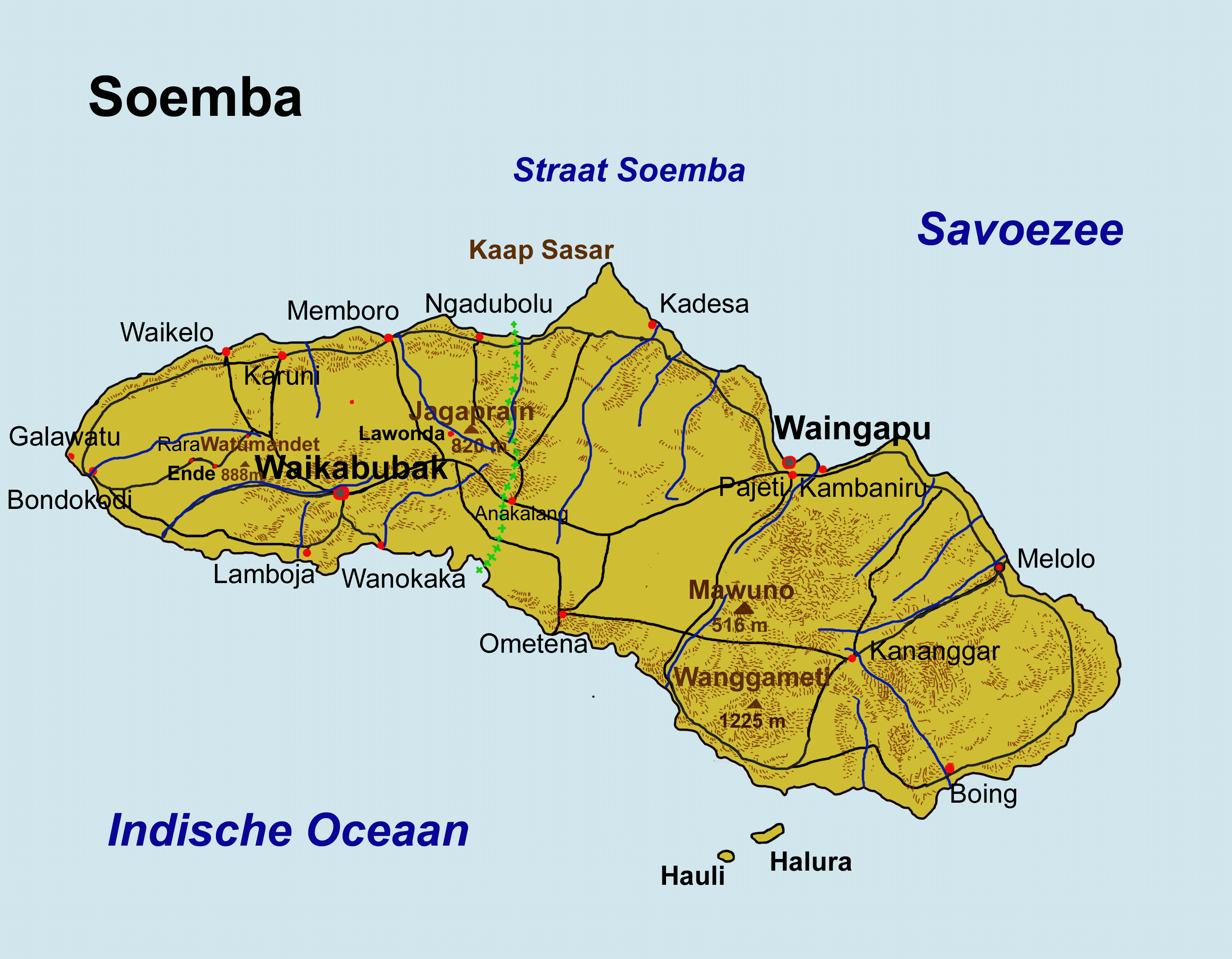
Sumba bestaat uit de regentschappen Oost-Sumba, West-Sumba, Centraal-Sumba en Zuidwest-Sumba.

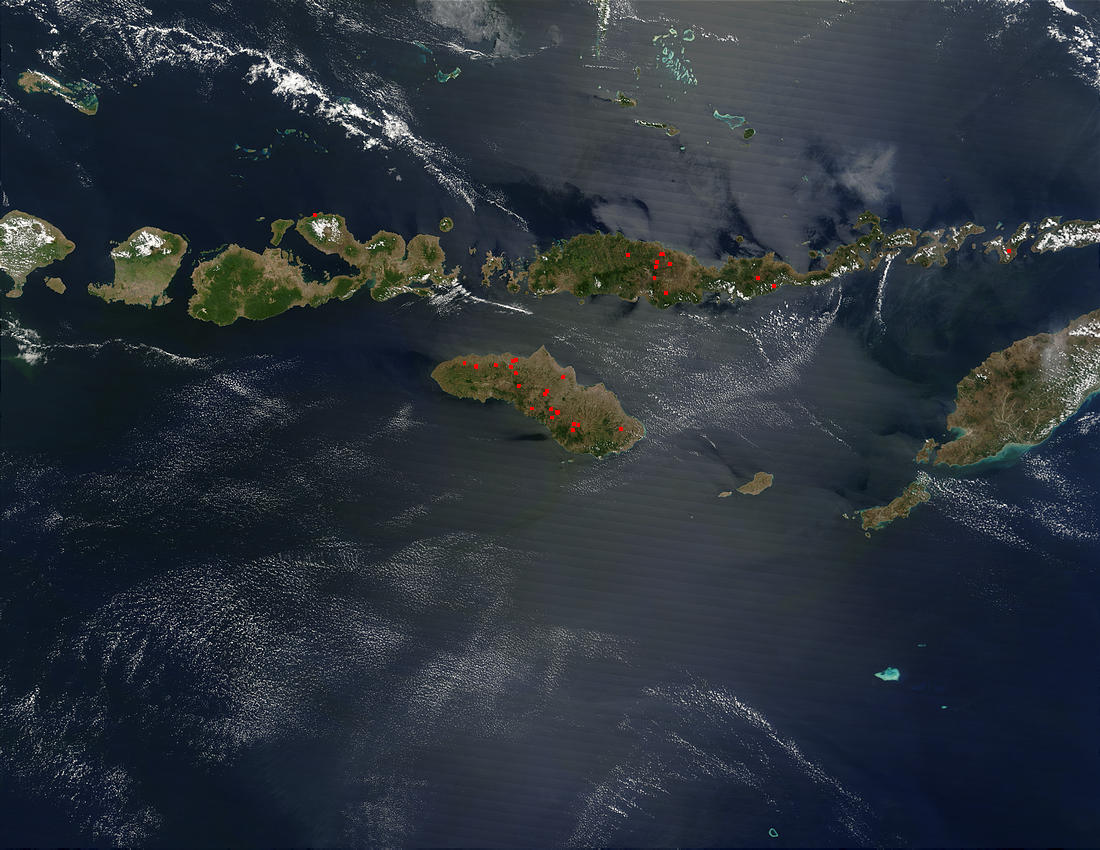
Bosbranden op Sumba en Flores. Foto: NASA

Het droge en bergachtige eiland Sumba of Soemba behoort tot de Kleine Sunda-eilanden van Indonesië. Het werd in de koloniale tijd door de Nederlanders ook wel Sandelhouteiland genoemd. Het meet 210 km bij 40 km en heeft een oppervlakte van 11.052 km².
Sumba ligt in de Indische Oceaan, oostelijk van Java en ten zuiden van Flores, op een afstand van ongeveer 400 km van Bali. Het is een betrekkelijk geïsoleerd eiland zonder duidelijke economische perspectieven. Het staat op de vierde plaats gerangschikt op de lijst van de armste gebieden van Indonesië. Cultureel gezien is het echter een van de rijkste eilanden, omdat de traditie (adat) nog een grote rol speelt. Het is een van de laatste gebieden op aarde waar het animisme volop aanwezig is.

## Geografie
Het eiland ligt op een niet meer actieve vulkanische gordel die gevormd wordt door de eilanden Sumba, Savu, Roti en Timor.
- Van oost naar west loopt langs de noordkust een vlakke strook, die bijna overal onvruchtbaar, droog en steenachtig is. In het oosten is de strook breed en naar het westen toe smaller. Bij kaap Sasar in het noorden loopt het gebergte echter tot aan de kust.
- In het westen bij Kodi bestaat het eiland uit een brede kustvlakte.
- Al het overige is bergland met een hoogvlakte van gemiddeld 400 tot 500 meter hoog. De hoogste berg is de top van de uitgebrande vulkaan, de Wangga Meti (1225 m.)
- Het geheel is een land van kalkheuvels en kalkplateaus, behalve aan de zuidkust waar vulkanisch gesteente de kalkrotsen heeft doorbroken en zwaar begroeide bergen zich verheffen. Hoe verder naar het westen hoe minder woest het gebied wordt.
- Vlaktes zijn er alleen bij Lewa, Anakalang en Waikaboebak.
- De gehele zuidkust is steil, het gebergte komt tot vlak aan zee. Slechts een enkele rivier doorbreekt de bergruggen en vormt dan een brede vruchtbare vlakte (Lamboja en Wanokaka).
- De meeste plaatsen op Sumba zijn inmiddels met elkaar verbonden door asfaltwegen. Het reizen op het eiland duurt lang gezien het bergachtige karakter en de soms slechte staat waarin het wegdek verkeert.

## Bestuurlijke indeling
Sumba is onderdeel van de provincie Oost-Nusa Tenggara en bestaat uit vier regentschappen:
- West-Sumba (Sumba Barat), 737.42 km², 111.023 inwoners (2010) met Waikabubak als administratieve hoofdstad en
- Oost-Sumba (Sumba Timur), 7.000,50 km², 227.835 inwoners (2010) met Waingapu als hoofdstad.
- Centraal-Sumba (Sumba Tengah), 1.869,18 km², 62.510 inwoners (2010) met Waibakul als hoofdstad.
- Zuidwest-Sumba (Sumba Barat Daya), 1.445,32 km², 283.818 inwoners (2010) met Tambolaka als hoofdstad.

NB: De laatste twee regentschappen zijn in 2007 afgesplitst van de eerste twee.

## Steden en dorpen
- Oost-Sumba: Waingapu (hoofdstad en haven), Pajeti, Kambaniru, Lewa, Melolo, Mangili, Kananggar, Patawange en Boing
- West-Sumba: Waikabubak (hoofdstad, vliegveld), Karuni, Memboro (haven), Lawonda, Anakalang, Wanokaka, Roea, Wai Kelo, Bondokodi, Rara, Patiala en Lamboja

## Verkeer en vervoer
- Vliegverbinding: Kupang (Timor) - Waikabubak (Luchthaven Tambolaka)
  - Bij Waingapu ligt het vliegveld Mau Hau. Vanuit Denpasar op Bali zijn er twee vluchten per week door Pelita Air en één vlucht per week door Merpati Airlines. Een enkele reis kost ongeveer 700.000 rp (ongeveer € 60)
- Bootverbinding: Ende (Flores) - Waingapu en Sumbawa Besar - Waingapu
- De belangrijkste plaatsen zijn met elkaar verbonden door asfaltwegen. Het reizen duurt lang gezien de soms slechte onderhoudstoestand van het wegdek, maar ook door het bergachtige karakter van het terrein. De rest van het eiland is, zelfs te paard, moeilijk toegankelijk.

## Flora en Fauna
De rat Rattus argentiventer saturnus is endemisch evenals de vleermuizen Acerodon mackloti, Pteropus alecto en Dobsonia peronii. Veel land is bedekt met het harde Japans bloedgras (Alang-Alang). Op het eiland zijn fossielen van een Stegadont aangetroffen.

## Bevolking

### Demografie
- Aantal bewoners in 2011: 800.000[3] (2010: 685.186, 2000: 600.000, 1990: 450.000)
- Bevolkingsgroepen: De "oer-Sumbanees" wordt volgens H.J.T. Bijlmer gekarakteriseerd door de Maleise (proto-Maleise of oer-Maleise) elementen, terwijl er weinig Melanesische inslag is. Hij meent dat de gehele Sumbaneze bevolking uit één groep bestaat. Keers spreekt van een vermenging tussen Negrito's en Proto-Maleiers. Op Oost-Sumba onderscheidt hij twee groepen: de Oost-Sumbanees (die ook, voor een deel met anderen vermengd, voorkomt op West-Sumba) en de "Sabunees". Met deze laatste bevolkingsgroep doelt hij niet op de Savunese immigranten die vanaf de achttiende eeuw naar Sumba kwamen, maar op de oorspronkelijke bevolking die eerst naar Sumba kwam en later deels verder trok naar het eiland Savu. Op Sumba vermengde deze groep zich met de oorspronkelijke bewoners; zij noemen zich nu zelf Sumbanezen. Tegenwoordig wonen er op Sumba onder meer de volgende (grotere) bevolkingsgroepen: Sumbanezen, Savunezen (immigranten van het eiland Savu) en Endenezen (uit de stad Ende op Flores).
- Bevolkingsdichtheid: West-Sumba is dichter bevolkt dan het meer bergachtige Oost-Sumba. De gemiddelde bevolkingsdichtheid is 54,8/km².

### Religies
- Meer dan de helft van de bevolking hangt het christendom aan. Geschatte aantal inwoners in het jaar 2000 in totaal 600.000. In 1961 telde de Geredja Kristen Sumba ruim 45.000 zielen en de Gereja Katolik Sumba 23.000 zielen. Daarna is het gegroeid tot ongeveer 400.000. Er zijn nu ook een aantal kleinere kerkgenootschappen. De Zending op Sumba begon al in 1872 Met de komst van D.K. Wielenga in 1904 werd het succesvol. De zendingsactiviteiten bestonden uit onderwijs, landbouwtraining, medisch zorg en kerkstichting.
- Verder zijn er Moslims en Hindoes. Men leeft vreedzaam met en naast elkaar.
- aanhangers van het oorspronkelijke geloof de Marapu-godsdienst, een Animistische religie. 'Marapu' betekent: 'de zeer verhevene', 'de zeer vereerde'. De marapu zijn de voorouders tot wie men bidt als bemiddelaar tussen de mens en de schepper-god, die boven de voorouders staat. Deze laatste maakte de eerste mensen en wordt nooit rechtstreeks aangesproken. In de stamdorpen zijn er speciale adat-huizen voor de eredienst en in elk huis is altijd een plaats voor aanbidding. De marapu-religie wordt in Indonesië, dat voornamelijk islamitisch is, (nog) niet erkend als officiële godsdienst.

### Taal
Indonesisch is tegenwoordig de officiële taal zoals het Maleis dat was in de tijd van de Nederlands-Indië. Het zijn deze talen die worden gebruikt door bestuur en indertijd door de zending.
De oorspronkelijke talen van Sumba behoren tot de Bima-Soembatalen. Het eiland kent hiervan bovendien meerdere dialecten. Onderling verstaat men elkaar soms niet of nauwelijks. De talen 1, 2, 4, 5, 6 en 7 zijn enigszins verwant.
1. Laura (10.000 sprekers)
2. Mamboru (16.000 sprekers)
3. Kodisch (40.000 sprekers)
4. Wanukaka (10.000 sprekers)
5. Lambojaas (25.000 sprekers)
6. Wadjewaas (65.000 sprekers)
7. Anakalangu (14.000 sprekers)
8. Sumbanees (234.000 sprekers)

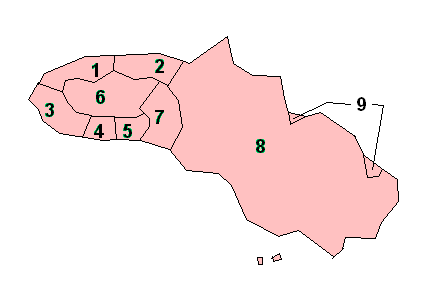
Talen van Sumba

9. Savunees (20.000 sprekers op Sumba)

Behalve het Savunees, worden deze talen alleen op Sumba gesproken.

### Middelen van bestaan

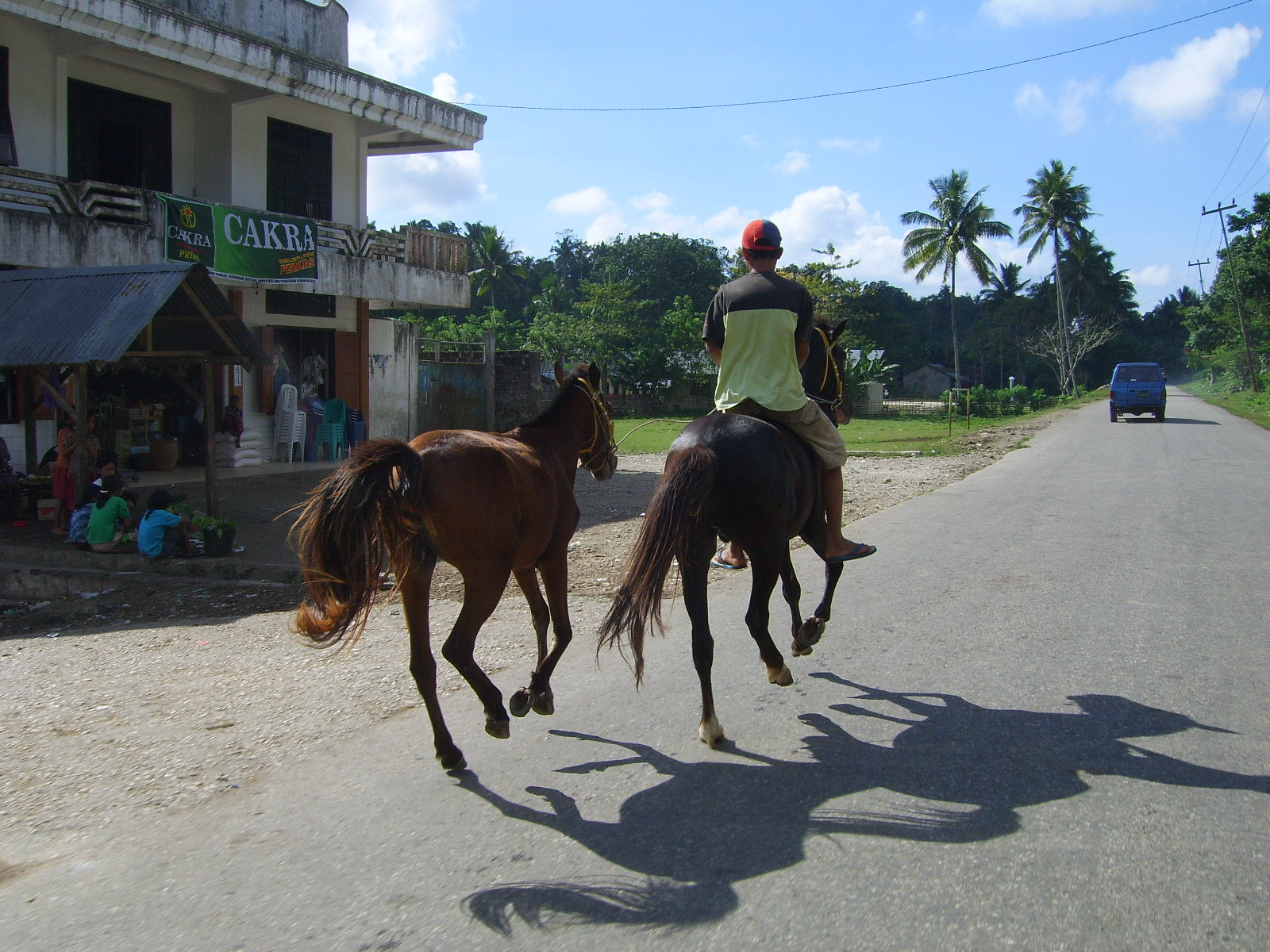
De "Sandalwood" is een exportproduct

Door het lang durende droge seizoen en de korte regenperiode is er vaak slechts één oogst per jaar mogelijk. Het basisvoedsel bestaat voornamelijk uit producten van de droge landbouw zoals tapioca, yam en maïs. Voedselhulp wordt al meerdere jaren door de Indonesische staat verstrekt. De meerderheid van de bewoners leeft onder de armoedegrens.
- Oost-Sumba krijgt gemiddeld slechts 800 mm regen per jaar en is erg droog. Men leeft er o.a. van de verkoop van Karbouwen, vis, maïs en producten van de lontarpalm. Ook zijn de op Oost-Sumba gefokte Sandelhoutpaarden bekend. (Rond 1900 werden er al zo'n 2000 paarden per jaar geëxporteerd naar Java). Ook nu nog worden ze geëxporteerd naar andere eilanden als trekpaard voor rijtuigen. Ze staan bekend om hun uithoudingsvermogen en taaiheid, mogelijk ontstaan door het eten van het veel voorkomende scherpe gras (alang alang) op Sumba.
- West-Sumba is vruchtbaarder door de jaarlijkse neerslag van ongeveer 2250 mm en produceert kapok, pinangnoten en tabak.
- In het westen en rond de rivieren en bronnen verbouwt men ook rijst.
- Aan de kust is er visserij en handel.
- In 2001 is 87% van de bevolking van West-Sumba werkzaam in de landbouw die 61% van het bruto binnenlands product beslaat.
- Van het BBP van in totaal 482 miljoen rupiah per jaar heeft 42% betrekking op de voedselproductie. Dit laatste cijfer is echter niet adequaat aangezien een aanzienlijk deel van het voedsel geproduceerd wordt voor eigen gebruik of wordt geruild voor andere goederen of diensten. Deze voedselproductie blijft daarbij buiten de officiële cijfers.

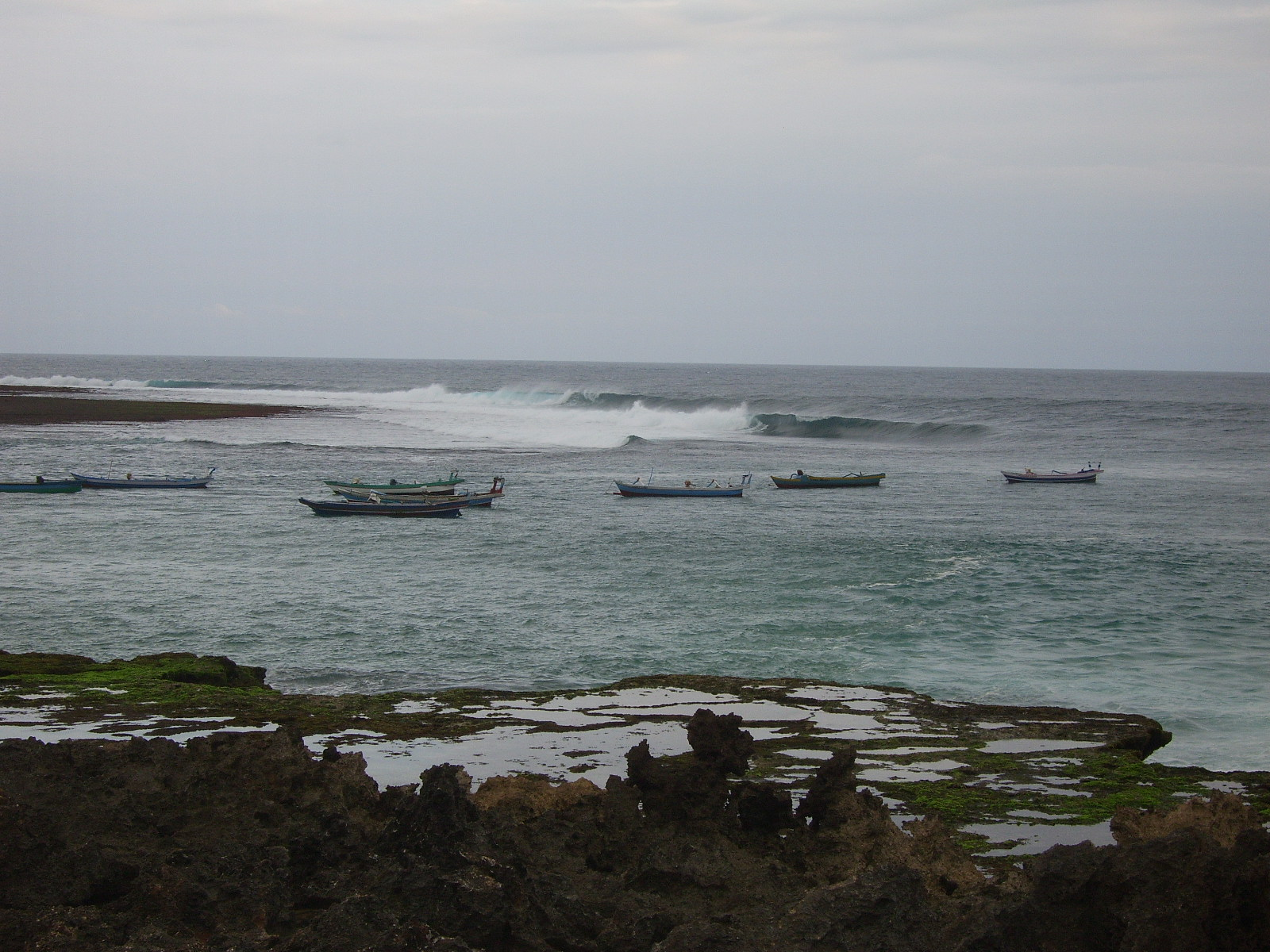
Kust bij Kodi (Oost-Sumba)

## Geschiedenis

### Oorsprong van de naam Sumba
Sumba is de naam die door de bewoners zelf aan hun land is gegeven. De overlevering zegt hiervan dat een der eerste stamvaders Umbu Walu Mandoku, een vrouw had met de naam Humba. Umbu, die in een prauw aankwam noemde het eiland naar zijn vrouw Humba.*

### Oorlogen
Onder invloed van het onherbergzame gebied, de geïsoleerdheid van de dorpen, de onverstaanbaarheid van elkaars talen en het animistische geloof waren er tot aan de twintigste eeuw nog vele interne oorlogen en oorlogjes tussen de verschillende koninkrijkjes, dorpen en bevolkingsgroepen.
- De oude oorlogen worden elk jaar herdacht tijdens het Pasola festival. In 1992 liep dat uit de hand toen er verschillende doden vielen en een groot aantal huizen afbrandde tijdens een wel erg realistische herdenking.

### De vroegste geschiedenis
Tussen de 3e en de 5e eeuw werd Sumba al bewoond. Men heeft bij Melolo wapens en metalen gereedschappen gevonden uit die periode. Het eiland was totaal geïsoleerd totdat in de 11e eeuw Arabische handelaren het eiland bezochten.

### De eerste machthebbers
- In de tweede helft van de veertiende eeuw stond Sumba onder controle van de Majapahit dynastie van Java nadat de in Indonesië nu nog steeds beroemde militair leider Gajah Mada het eiland veroverd had.
- Daarna stond men onder invloed van de Bima op Sumbawa en later van de Gowa op Sulawesi.

### De Europeanen
Het eiland werd voor het eerst door Europeanen bezocht in 1522.
- Het eiland was indertijd bekend om zijn sandelhout. Dit hout komt nu nog slechts zeer beperkt voor en de export is al sinds 1914 verboden. Tot de ontdekking van de penicilline was sandelhout het enige middel tegen geslachtsziekten en daardoor erg kostbaar. Het werd in grote hoeveelheden geëxporteerd naar Europa, de Arabische landen en China.
- Ook was er handel in hout, paarden, betelnoten, fruit en ikat.

### Eerste contacten met Nederland
- De eerste contacten met Nederland stammen uit 1754 toen de Nederlandse regering een brief gericht "aan haar getrouwe vrienden en bondgenoten, de Koningen en regenten op Soumba, haar toewenschende voorspoed en een gelukkige en vreedzame regering over hare onderdanen". Men bedankte tevens voor het ontvangen geschenk, bestaande uit twee slaven, een man en een vrouw.
- Op 9 juni 1756 wordt in Kupang door de VOC-gezant Johannes Andreas Paravicini een verdrag afgesloten met plaatselijke vorsten en regenten van de eilanden Timor, Roti, Solor en Sumba waardoor het Nederlandse gouvernement de soevereiniteit over deze eilanden verkrijgt.
- Rond 1838 kent Sumba een geschiedenis van zeeroverij, strandroof en slavenhandel. De Nederlandse regering wenste geen gewelddadig optreden (zoals vanuit Timor werd gevraagd), maar meer een "politiek van vriendschappelijke relatie".

### Het Nederlands gezag wordt gevestigd

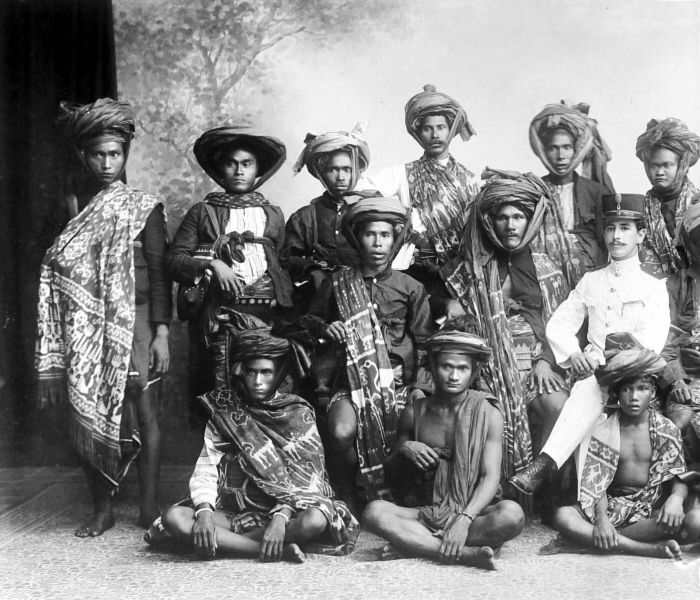
COLLECTIE TROPENMUSEUM Hoofden uit Sumba met een Nederlandse Regeringsbeambte

- Op 31 augustus 1866 kregen de Nederlanders de controle over het eiland en aanvaardde de Controleur Roos het bestuur over het eiland. De gedragslijn daarbij was dat men de bevolking liet onder het bestuur van haar eigen hoofden (radjas). Rechtstreekse inmenging van het bestuur mocht niet plaatshebben. Men mocht wel raadgevend optreden en aanwijzingen geven wat nuttig en heilzaam was, maar nooit bevelen. De reden daarvan was dat Nederland de macht miste om gehoorzaamheid af te dwingen.
- Pas onder Van Heutz in 1906 werd het eiland "gepacificeerd" dat wil zeggen bezet door Nederlandse militairen en nam de macht van de Radja's af. In 1913 kon het militair gezag vervangen worden door civiel gezag. Een controleur nam het gezag op zich, enige jaren later vervangen door een assistent-resident. Lees a.u.b. het boek van D.K.Wielenga ´de zending op Soemba´, waarin deze geschiedenis, de cultuur en het volk van Sumba beschreven is.
- De invloed van het bestuur was alleen te merken in de toegankelijke gebieden. Nog in 1909 werd Giles de Neve, broer van de Nederlandse voetballer Eddy de Neve door Sumbanese kannibalen gedood en opgegeten. Het grootste gedeelte van het eiland was ontoegankelijk en behield veel van de oorspronkelijke cultuur. Het eiland werd verdeeld in districten en onderdistricten die veelal onder lokaal bestuur werden geplaatst. De indeling viel vaak min of meer samen met de taalkundige grenzen. Pas in 1933 was het zo rustig dat men de militairen kon vervangen door gewone politie.

### Na de Tweede Wereldoorlog
Na het uitroepen van de Indonesische staat nam het centrale gezag van Indonesië in 1950 het eiland over. Alhoewel de macht van de lokale radja's en hun familieleden door Jakarta niet werd erkend kregen velen toch een functie in het nieuwe bestel en behielden daarmee (althans een deel van) hun machtige positie die zij altijd hadden gehad.

## Ontwikkeling
Zoals gezegd heeft Sumba niet veel economische perspectieven. Het staat op de vierde plaats gerangschikt op de lijst van de armste gebieden van Indonesië. Tot de oorzaken behoren droogte en de onvruchtbare grond, met name in Oost-Sumba. In 1990 kwam een stuwdam in de Melolorivier tot stand en kon vanaf 1991 vruchtbare grond verdeeld worden onder arme Sumbanezen. In 1995 en 1996 gebeurde hetzelfde na de bouw van een dam in de grote Kambanirurivier.
- Net als de overheid werkt de Gereja Kristen Sumba met steun van Kerk in Actie en ICCO mee aan de ontwikkeling van de bevolking. Het ziekenhuis Lindimara in Pajeti is bijv. opgebouwd met steun vanuit o.a. Nederlandse kerken. Gerard Onvlee was er zendingsarts van 1957 tot 1970. De meeste basisscholen en middelbare scholen zijn opgericht door de kerken. Bapak Japie Palekahelu is een van de mensen geweest die leiding gaf aan de opbouw van het onderwijs. In de periode van 1920 - 2000 zijn er honderden basisscholen en tientallen middelbare scholen gesticht. In 2011 is er zelfs een begin gemaakt met een universiteit. In Lewa kan men theologie en godsdienstpedagogiek studeren. Inmiddels is het uitgegroeid tot een universiteit. In Waingapu is een universiteit met allerlei studierichtingen, waar ongeveer 3000 studenten studeren. Op landbouwgebied is er jarenlang een trainingscentrum in Lewa geweest. Sinds 1999 is Yayasan Sejahtera Sumba actief met steun van Kerk in Actie en ICCO. Boeren krijgen advies en trainingen, leren nieuwe gewassen kennen of worden gestimuleerd om boomstekjes te planten. Dat laatste levert de boeren na 10 jaar verkoopbare boomstammen op. Bapak Made, Petrus en Jonas geven leiding aan de YSS
- In 2007 werd in de Verenigde Staten de Sumba Foundation opgericht met als doelstelling de malaria op Sumba te bestrijden. In 2007 overleed 20% van de kinderen of liep hersenschade op voor het tiende levensjaar als gevolg van malaria.[4]
- In 2008 besloot Quantum, een Australisch bedrijf, om 250 miljoen dollar te investeren in de aanleg van 100.000 hectare cassavevelden en een bio-ethanolfabriek met een geplande productie van 100.000 ton bio-ethanol per jaar. Met het project is werkgelegenheid gemoeid voor 60.000 lokale boeren.[5]
- In 2011 is door Hivos het initiatief 'Sumba, iconic eiland' gestart. In samenwerking met overheden en bedrijfsleven is het de bedoeling dat Sumba in 2021 geheel voorzien zal zijn van 100% duurzame energie. De eerste waterkrachtcentrale is klaar en de eerste biogasinstallaties zijn inmiddels af.[6] Dit initiatief wordt o.a. ook ondersteund door de regering van Noorwegen, die in november 2013 1 miljoen US$ beschikbaar stelde.[7]
- Hongersnood komt op Sumba van tijd tot tijd nog steeds voor, m.n. door mislukte oogsten. Zo was er in 2011 een ernstig voedseltekort in Oost-Sumba waarvoor noodhulp noodzakelijk was[8] en ook in 2012 werd aan 1400 Sumbanezen voedselhulp verstrekt. Als een van de oorzaken wordt gewezen op klimaatveranderingen die invloed hebben op het jaarlijkse neerslagpatroon en waarop de boeren, door haperende voorlichting, onvoldoende kunnen anticiperen.[9]
- Er zijn initiatieven om Sumba meer en meer te ontwikkelen als toeristische bestemming. Trekkers hierbij zouden moeten zijn: de noordkust om te snorkelen en te duiken, de zuidkust met zijn prachtige zandstranden om te surfen, de graftombes in de diverse dorpen, het Pasolafestival in februari/maart en de diverse rijke culturele en religieuze tradities. In tegenstelling van homestays en kleinschalige accommodaties zoals Oro Beach in het noordwesten van het eiland bestaat ook een luxe resort in het zuiden. Het NIHI Sumba resort is afgezonderd van de rest van het eiland en alleen toegankelijk voor bezoekers en personeel.[10] De vliegafstand vanaf Bali bedraagt slechts één uur.[11]

## Kaart van Sumba
- Gedetailleerde kaart van Sumba